# Andy Hoepelman
Ilja Mohandas „Andy“ Hoepelman (* 26. März 1955 in Hilversum) ist ein ehemaliger niederländischer Wasserballspieler. Mit der niederländischen Nationalmannschaft wurde er Olympiadritter 1976.

## Sportliche Karriere
Der 1,78 m große Flügelspieler wirkte im Verein De Robben in Hilversum.
Bei der Wasserball-Weltmeisterschaft 1975 belegten die Niederländer den siebten Platz. 1976 bei den Olympischen Spielen in Montreal erreichten die Niederländer als Vorrundenerste die Finalrunde. Nach der Finalrunde standen die Ungarn als Olympiasieger fest. Dahinter hatten die Italiener und die Niederländer jeweils zwei Siege, zwei Unentschieden und eine Niederlage. Die Tordifferenz war ebenfalls gleich und im direkten Vergleich hatten sich die beiden Teams mit 3:3 getrennt. Die Italiener erhielten die Silbermedaille dank der mehr erzielten Tore in der Finalrunde, die Niederländer erhielten die Bronzemedaille. Nach der Bronzemedaille bei den Olympischen Spielen 1948 war dies die zweite olympische Medaille für den niederländischen Wasserball. Hoepelman wirkte in allen acht Spielen mit, erzielte aber keinen Treffer. 1977 erreichten die Niederländer den fünften Platz bei der Europameisterschaft in Jonköping. Nach seinem Studium blieb Hoepelman dem Sport als Schiedsrichter und Senioren-Wasserballspieler verbunden.
Andy Hoepelman studierte Medizin und spezialisierte sich auf Infektionskrankheiten. Nach vierzig Jahren als Arzt und Hochschullehrer am Universitärmedizinischen Centrum (UMC) der Universität Utrecht wurde er 2021 emeritiert.